# Tang Jiuhong
Dans ce nom chinois, le nom de famille, Tang, précède le nom personnel.
Tang Jiuhong, née le 14 février 1969 à Anhua, est une joueuse chinoise de badminton.
Elle remporte aux Jeux olympiques d'été de 1992 la médaille de bronze en simple dames. Elle remporte le simple dames des Championnats du monde de badminton 1991 et est médaillée de bronze des  Championnats du monde de badminton 1989 et des  Championnats du monde de badminton 1993.
Elle est médaillée d'or en simple dames et par équipes aux Jeux asiatiques de 1990.